# Грузское (Белгородская область)
Грузское — село в составе Борисовского района Белгородской области. Административный центр Грузчанского сельского поселения.

## География
Располагается берегу реки Лозовая (приток Ворсклы). Высота центра села над уровнем моря — 171 м.

## История
18 марта 1930 года на территории села был образован колхоз «Парижская коммуна». 
В 1949 году началось строительство колхозной плотины и механизированной сушилки.
В 1974 году в селе построена средняя школа.
В 1993 году колхоз был преобразован в кооператив «Парижская Коммуна».
В 1995 году в село был проведён газ.

## Население
| 2002 | 2010  |
| ---- | ----- |
| 1103 | ↘1033 |

## Достопримечательности
- В селе расположена действующая церковь Николая Чудотворца, построенная не ранее 2010 года[6].

## Транспорт
Транспортное сообщение осуществляется по региональной автодороге 14Н-148.